# Genève-Servette Hockey Club
Pour les articles homonymes, voir Servette (homonymie).
Le Genève-Servette Hockey Club (Genève-Servette HC, abrégé Genève-Servette ou GSHC) est un club de hockey sur glace professionnel de la ville de Genève, en Suisse. Il évolue en National League (NL), le plus haut niveau du hockey suisse.

## Historique
- 1905 : création de la section hockey sur glace du Servette FC
- 1906 : création du HC Genève, qui devient le HC Tuileries, puis Urania Genève Sport (UGS) en 1952
- 1908 : Servette et le HC Genève participent à la fondation de la Ligue suisse de hockey sur glace
- 1917 : Servette est pour la première fois vice-champion derrière Berne
- 1954 : le club dispose pour la première fois d'une glace artificielle, au Pavillon des Sports. Jusque-là, Servette devait régulièrement recevoir ses adversaires à Lausanne ou au Pont. Le premier match sur cette nouvelle piste oppose Servette à Urania Genève Sport (UGS)
- 1956 : promotion en Ligue nationale B
- 1958 : inauguration de la Patinoire des Vernets
- 1959 : Servette gagne la Coupe de Suisse après avoir remporté la finale 7-3 contre le Neuchâtel-Sports Young Sprinters HC devant 11 820 spectateurs, record d'affluence à la patinoire des Vernets. C'est un exploit, car Servette évolue en LNB et Neuchâtel-Sports Young Sprinters HC en LNA. De plus, le club neuchâtelois est le double tenant du titre.
- 1962 : Urania Genève Sport (UGS) rejoint Servette en LNB
- 1963 : Urania Genève Sport connaît une saison difficile, malgré la participation à la finale de la Coupe Suisse (défaite 3-7 contre Neuchâtel-Sports Young Sprinters HC). Servette échoue en finale de promotion contre Grasshoppers.
- 1963 : création du Genève-Servette HC après la fusion devenue inévitable pour la survie du hockey à Genève entre les sections "hockey sur glace" du Servette et d'UGS
- 1964 : Genève-Servette est champion de Ligue nationale B après avoir battu le HC Bienne en finale, et accède pour la première fois, sous sa nouvelle identité, à la Ligue nationale A
- 1972 : Genève-Servette remporte la dernière Coupe Suisse
- 1975 : descente en LNB
- 1980 : descente en première ligue

### Après l'introduction du système des séries éliminatoires
- 1995 : promotion en LNB après une victoire sur le HC Lucerne en match de barrage
- 2001 : le 6 avril, le Canadien originaire de l'Ontario Chris McSorley est nommé entraîneur du club
- 2002 : avec un recrutement digne de ses ambitions dont Philippe Bozon et Igor Fedoulov, Genève-Servette remporte le championnat de LNB face au HC La Chaux-de-Fonds (victoire 3-0 dans la série) après des play-off parfaits (aucune défaite)
- 2002 : promotion/relégation - promotion en LNA après une victoire de série 4-0 sur le HC Coire en barrage
- 2003 : au terme de sa première saison en LNA depuis 27 ans, le GSHC accède aux play-off, une première pour un promu en Suisse
- 2004 : Genève-Servette atteint les demi-finale après avoir battu le HC Ambrì-Piotta en quart de finale
- 2007-2008 : le 24 mars 2008, le GSHC accède pour la première fois de son histoire à la finale des play-off après avoir battu le HC Fribourg-Gottéron en demi-finale sur le score de 4-1 dans la série. Le 10 avril 2008, le GSHC perd la finale des play-off contre les ZSC Lions sur le score de 4-2 dans la série.
- 2009-2010 : le 6 avril 2010, le GSHC accède à sa deuxième finale en trois ans en éliminant Fribourg-Gottéron sur le score de 4-3 dans la série en quart de finale, après avoir été mené 3-1 et devenant la neuvième équipe à retourner un tel score en Suisse, et l'EV Zoug sur le score de 4-2 dans la série en demi-finale. En finale, le GSHC a été battu lors du septième match par Berne.
- 2010 : le 29 juin 2010, le GSHC et le Comité d'organisation de la Coupe Spengler annoncent la participation du club genevois à la prestigieuse compétition grisonne entre le 26 et le 31 décembre. Les Aigles terminent à la 3e place du tournoi, étant battus en demi-finale par le SKA Saint-Pétersbourg.
- 2010-2011 : le GSHC termine 5e de la saison régulière avant de se voir éliminer en quart de finale des play-off par l'EV Zoug (2-4).
- 2011-2012 : le GSHC termine 9e de la saison régulière et se voit obligé de jouer les play-out. Le club sauve sa place en LNA en battant en finale le HC Ambrì-Piotta sur le score de 4-0 dans la série (au meilleur des sept matchs).
- 2012 : Le 5 octobre 2012 à l'occasion du match contre le HC Bienne, Genève-Servette l'emporte 4-1 et devient l'équipe ayant effectué le meilleur départ en championnat depuis l'introduction de la victoire à 3 points. 9 matchs pour 9 victoires (dont 1 victoire après prolongation) et 26 points au compteur.
- 2012-2013 : le GSHC 7e de la saison régulière avec 80 points avant de se voir éliminer en quart de finale des play-off par le CP Berne (3-4).
- 2013 : Le 31 décembre, Genève-Servette remporte la Coupe Spengler en battant le HK CSKA Moscou sur le score de 5-3.
- 2013-2014 : le GSHC termine 4e de la saison régulière avec 83 points avant de se voir éliminer en demi-finale des play-off par les ZSC Lions (3-4).
- 2014 : Le 31 décembre, Genève-Servette remporte la Coupe Spengler une deuxième fois de suite en battant le Salavat Ioulaïev Oufa sur le score de 3-0.
- 2014-2015 : le GSHC termine 6e de la saison régulière avec 78 points avant de se voir éliminer en demi-finale des play-off par les ZSC Lions (2-4).
- 2015-2016 : le GSHC termine 3e de la saison régulière avec 89 points avant de se voir éliminer en demi-finale des play-off par le HC Lugano (2-4).
- 2016-2017 : le GSHC termine 6e de la saison régulière avec 73 points avant de se voir éliminer en quart de finale des play-off par l'EV Zoug (0-4).
- 2017 : le 26 juin, le Canadien Craig Woodcroft est nommé entraîneur du club[1]. Il remplace son compatriote Chris McSorley qui était responsable de l'équipe depuis 2001.
- 2017-2018 : le GSHC termine 8e de la saison régulière avec 71 points avant de se voir éliminé en quart de finale des play-off par le CP Berne (1-4).
- 2018 : le 3 avril, l'Ontarien Chris McSorley est nommé entraîneur du club une seconde fois[2]. Son compatriote Craig Woodcroft « reste au sein de l’organisation du club ».
- 2018-2019 : le GSHC termine 8e de la saison régulière avec 75 points. Il obtient sa place qualificative en play-off au détriment des ZSC Lions lors de la dernière journée de la saison régulière. L'équipe est éliminée en quart de finale des play-off par le CP Berne (2-4).
- 2019 : le 17 avril, le Canadien et coach des Juniors Élites, Patrick Émond, est nommé entraîneur du club. McSorley garde le poste de directeur sportif[3].
- 2019 : le 13 septembre, juste avant le début de la saison 2019-2020, Christophe Stucki n'est plus le directeur général du GSHC. Il est écarté de ses fonctions pour la deuxième fois[4]. Stucki est remplacé par Philippe Rigamonti le 20 septembre[5].
- 2020 : le GSHC termine 4e de la saison régulière, à deux points du leader, avec 89 points. Cependant, les play-off n'ont pas lieu à cause de la crise sanitaire liée au coronavirus.
- 2023 : le GSHC termine 1er de la saison régulière, égalité en matière de points avec HC Bienne, mais devant en raison des confrontations directes. Il s'agit de la première fois de son histoire que le GSHC remporte la saison régulière[6]. Le GSHC est champion de Suisse en battant ce même HC Bienne 4-3 en finale des play-off[7].
- 2024 : le 20 février, le GSHC termine 1er de la Ligue des champions de hockey sur glace s'imposant à la Patinoire des Vernets à Genève contre l'équipe de Skellefteå AIK sur un score de 3 à 2 au terme du temps réglementaire. L'équipe inscrit pour la première fois à son palmarès cette compétition. C'est également la première fois qu'un club suisse remporte la Ligue des Champions après ZSC Lions en 2009.

## Winter Classic

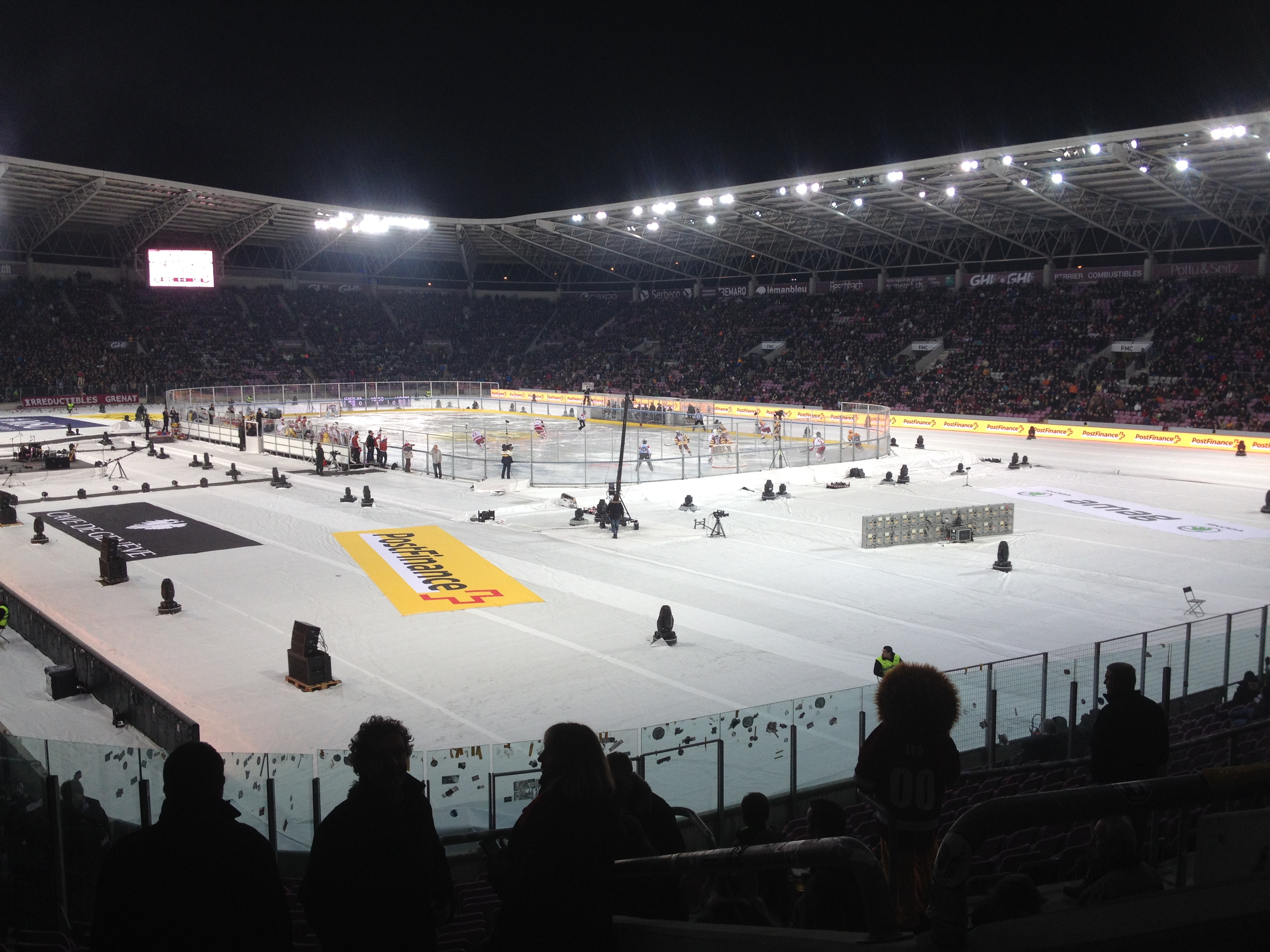
Vue depuis les gradins du Stade de Genève pour le match du Winter Classic

Le samedi 11 janvier 2014 a lieu le premier Winter Classic lémanique opposant le Genève-Servette Hockey Club au Lausanne Hockey Club. Un Winter Classic, événement largement répandu en Amérique du Nord, consiste à jouer un match de hockey sur glace à l'extérieur et non dans une patinoire intérieure. Devant près de 30'000 spectateurs réunis au Stade de Genève (stade dans lequel évolue le Servette Football Club), les joueurs des deux équipes n'arrivent pas à se départager pendant les 60 minutes du temps réglementaire. Lausanne inscrit l'unique but de la rencontre en prolongation et remporte les deux points. Malgré la défaite de l'équipe à domicile, le spectacle est grandiose sur et en dehors de la glace et cet événement devient historique pour le hockey suisse.

## Acte 7 de la finale 2023
Le match décisif pour le titre de champion suisse de la saison 2022-2023 se joue à la Patinoire des Vernets à Genève le 27 avril 2023. Ayant partagé 3 victoires chacun dans la série, Le Genève-Servette Hockey Club et le Hockey Club Bienne ne sont plus qu'à 60 minutes du Graal. L'ambiance est électrique, mélangée de pression, de stress et d'espoir. Les billets mis en ligne la veille sur le site du club se sont tous vendus en quelques secondes. Sur le parking devant la patinoire, plusieurs milliers de supporters genevois se réunissent devant l'écran géant mis en place durant la journée. A l'intérieur comme à l'extérieur de la patinoire, les chants des deux équipes se font entendre. C'est finalement l'équipe à domicile qui s'impose 4-1 dans ce match et qui soulève la coupe jamais remportée auparavant. Ce premier titre est historique pour ce club et ce canton.

## Palmarès
- NL (1)
  - 2023
- LNB (2)
  - 1964, 2002
- Coupe de Suisse (2)
  - 1959 et 1972
- Coupe Spengler (2)
  - 2013 et 2014
- Ligue des champions (1)
  - 2024

## Personnalités

### Joueurs
| No    | Nom                   | Nat. | Position  | Arrivée                            |
| ----- | --------------------- | ---- | --------- | ---------------------------------- |
| +029, | Robert Mayer          |      | Gardien   | 2022 - SCL Tigers                  |
| +031, | Nassim Jaafri         |      | Gardien   | Formé au club                      |
| +032, | Antti Raanta          |      | Gardien   | 2024 - Hurricanes de la Caroline   |
| +034, | Gauthier Descloux     |      | Gardien   | Formé au club                      |
| +014, | Giancarlo Chanton     |      | Défenseur | Formé au club                      |
| +017, | Arnaud Jacquemet – A  |      | Défenseur | 2013 - SCL Tigers                  |
| +021, | Tim Berni             |      | Défenseur | 2023 - Blue Jackets de Columbus    |
| +025, | Roger Karrer – A      |      | Défenseur | 2019 - ZSC Lions                   |
| +027, | Eric Schneller        |      | Défenseur | 2024 - Rögle BK                    |
| +045, | Sami Vatanen          |      | Défenseur | 2021 - Devils du New Jersey        |
| +052, | Mike Völlmin          |      | Défenseur | 2018 - SC Langenthal               |
| +081, | Theodor Lennström     |      | Défenseur | 2023 - Färjestad BK                |
| +090, | Simon Le Coultre      |      | Défenseur | 2019 - Wildcats de Moncton         |
| +010, | Guillaume Maillard    |      | Attaquant | 2023 - Lausanne HC                 |
| +011, | Vincent Praplan       |      | Attaquant | 2022 - CP Berne                    |
| +013, | Luca Hischier         |      | Attaquant | 2024 - HC Bienne                   |
| +016, | Antoine Guignard      |      | Attaquant | Formé au club                      |
| +019, | Josh Jooris – A       |      | Attaquant | 2021 - Lausanne HC                 |
| +033, | Alessio Bertaggia     |      | Attaquant | 2022 - HC Lugano                   |
| +043, | Michael Špaček        |      | Attaquant | 2024 - HC Ambrì-Piotta             |
| +060, | Markus Granlund       |      | Attaquant | 2024 - HC Lugano                   |
| +065, | Sakari Manninen       |      | Attaquant | 2023 - Silver Knights de Henderson |
| +070, | Teemu Hartikainen – A |      | Attaquant | 2022 - Salavat Yulaev Ufa          |
| +071, | Tanner Richard – A    |      | Attaquant | 2017 - Crunch de Syracuse          |
| +073, | Christophe Cavalleri  |      | Attaquant | Formé au club                      |
| +078, | Marc-Antoine Pouliot  |      | Attaquant | 2021 - HC Bienne                   |
| +085, | Marco Miranda         |      | Attaquant | 2019 - ZSC Lions                   |
| +091, | Michael Loosli        |      | Attaquant | 2024 - EHC Kloten                  |
| +096, | Noah Rod – C          |      | Attaquant | 2018 - Sharks de San José          |

### Entraîneurs-chefs successifs
- 1999-2000 : François Huppé
- 1999-2001 : Paul-André Cadieux
- 2001-2019 : Chris McSorley
- 2019-2021 : Patrick Emond
- 2021-2024 : Jan Cadieux
- Depuis 2024 : Yorick Treille

### Numéros retirés
- #0 Daniel Clerc
- #4 Éric Conne
- #6 Fritz Naef
- #12 Philippe Bozon
- #24 Jean-François Regali
- #28 Igor Fedoulov
- #57 Goran Bezina

### Champions de Suisse 2023
| Genève-Servette Hockey Club | GardiensRobert Mayer et Gauthier Descloux DéfenseursYohann Auvitu, Giancarlo Chanton, Daniel Eigenmann, Arnaud Jacquemet, Roger Karrer, Simon Le Coultre, Marco Maurer, Sandis Šmons, Henrik Tömmernes, Sami Vatanen et Mike Völlmin AttaquantsBenjamin Antonietti, Alessio Bertaggia, Eliot Berthon, Christophe Cavalleri, Valtteri Filppula, Teemu Hartikainen, Josh Jooris, Marco Miranda, Linus Omark, Marc-Antoine Pouliot, Vincent Praplan, Tanner Richard, Noah Rod, Deniss Smirnovs et Daniel Winnik StaffMarc Gautschi (Directeur Sportif), Jan Cadieux (Entraîneur), Rikard Franzén (Entraîneur assistant), Yorick Treille (Entraîneur assistant), Sébastien Beaulieu (Entraîneur des gardiens) et Aurélien Omer (Responsable matériel) |

## Mascottes

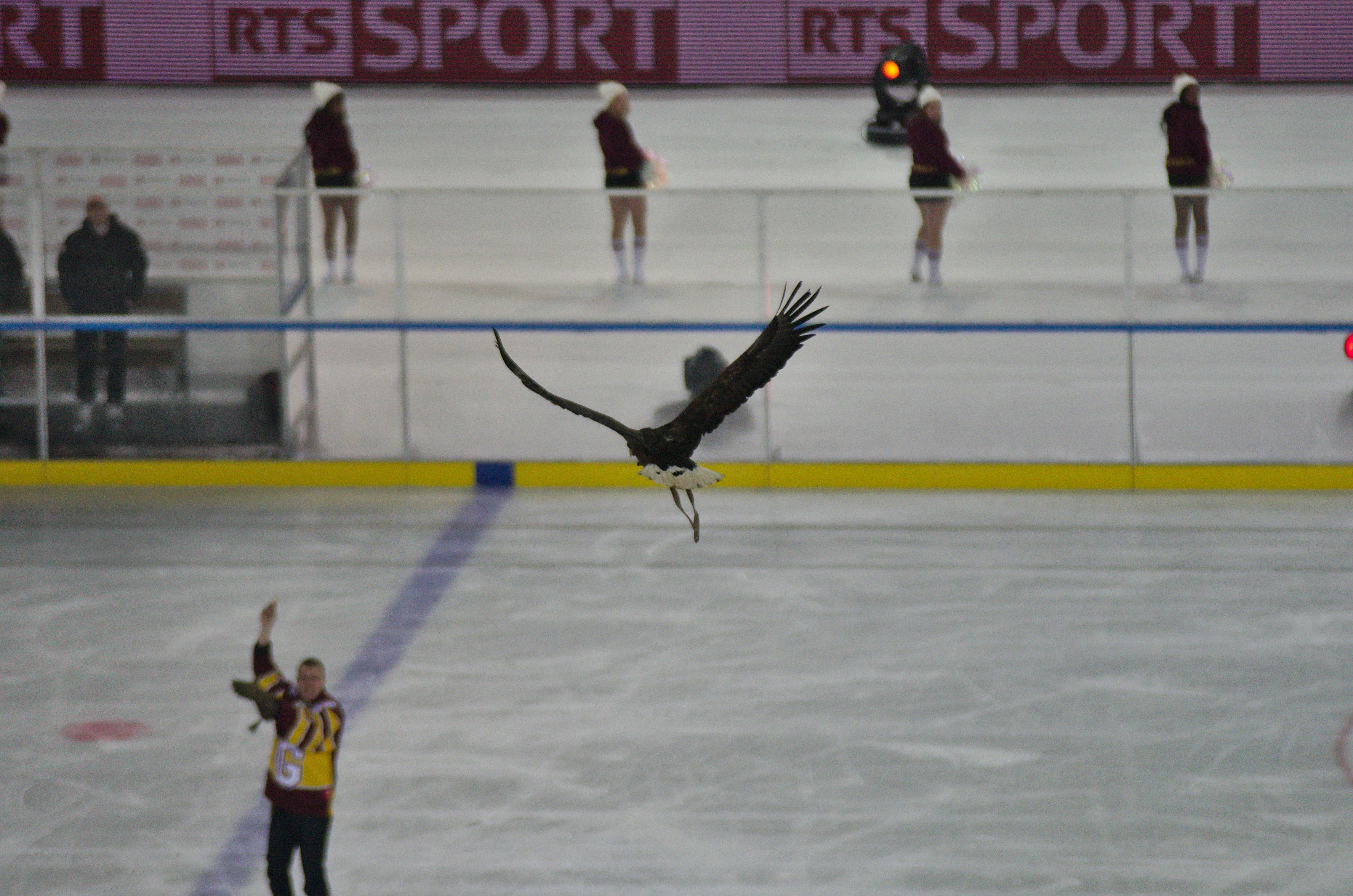
L'aigle Sherkan lors du Winter Classic 2014

L'une des mascottes du club s'appelle Sherkan. Il s'agit d'un pygargue à tête blanche né en 1999 au Canada et vivant actuellement dans le parc des Aigles du Léman à Sciez. Il est la mascotte du club genevois depuis l’accession du club en Ligue nationale A en 2002. Il s’agit du premier animal vivant officiant comme mascotte d’un championnat de hockey européen.
Sherkan a été sélectionné pour sa capacité à supporter l’environnement particulièrement bruyant et agité d’une patinoire de plus de 7 000 spectateurs. Il suit un entraînement intensif qui doit lui permettre d’effectuer un vol ascensionnel malgré l’air froid qui règne au-dessus de la glace et qui le prive de tout courant ascendant.
Le GSHC possède aussi deux autres mascottes depuis 2006, Calvin et Calvina, deux aigles en peluche nommés en hommage au Genevois Jean Calvin[réf. nécessaire].